# Frédéric Lafond
Pour les articles homonymes, voir Lafond.
Frédéric Lafond est un footballeur français né le 25 novembre 1962 à Reims (Marne). 
Il commence sa carrière professionnelle en Division 2 au Stade de Reims lors de la saison 1980-1981. En 1989, le Stade de Reims en proie à de graves problèmes financiers, Frédéric décide de tenter l'aventure en Division 1 à Lille. Mais il ne s'impose pas, jouant même avec la réserve lilloise lors de sa deuxième saison au club.
Il termine sa carrière professionnelle à Dunkerque en Division 2. Il met fin à sa carrière après une saison à l'US Gravelines.

## Palmarès et Statistiques
- 1/2 finaliste de la Coupe de France en 1987 et en 1988
- 7 matches et 1 but en Division 1
- 197 matches et 18 buts en Division 2

## Source
- Col., Football 81, Les Cahiers de l'Équipe, 1980, cf. page 66.